# 赵氏平腹蛛
赵氏平腹蛛（学名：[Gnaphosa zhaoi] 错误：{{Lang}}：文本有斜体标记（帮助））为平腹蛛科平腹蛛属的动物。在中国大陆，分布于湖北、四川等地。该物种的模式产地在湖北。